# 王顯慶
王顯慶（1905年8月26日—1988年12月14日），四川省邻水县豐禾鄉民主村六組高廟大壪人

## 履歷[1]
- 少時就讀於豐禾鄉第三高等小學第一班，四川省江北縣立中學、北京宏達學院、國立北京師範大學附屬中學校、滿洲醫科大學，畢業後入西北陸軍幹部學校
- 後赴日毕业于日本陸軍士官學校第21期野炮科畢業
- 曾任陸軍炮兵學校上校教官，後任炮兵總指揮部偵測隊隊長
- 民國22年8月21日，任陸軍礮兵學校教官[2]
- 民國23年5月9日，免陸軍砲兵學校教官，任陸軍砲兵學校教官[3]
- 民國25年3月31日，任陸軍礮兵少校[4]
- 民國25年10月2日，晉升陸軍礟兵中校[5]
- 在抗戰爆發後參加了淞滬會戰
- 民國廿七年（1938年）4月任國民革命軍炮兵第2旅第20團團長，当年9月兼任第34集團軍炮兵指揮官，參加信羅會戰
- 1942年，回鄉任鄰水縣自衛總隊長、豐禾鄉民代表會主席
- 1946年，中央訓練團軍官總隊上校學員、學員中隊長、副大隊長
- 1947年6月，重慶行轅第一處第二課科長
- 1948年底，任第108軍241師參謀長、副師長
- 1949年，升任该师少將師長
- 1949年12月24日，率部在四川郫縣安德鋪通電起事
- 1950年2月，部隊改編後任軍官大隊大隊長，6月赴南京華東軍政大學教員研究班學習，分配到蘇北濱海建設農場總場任政治部文化教員
- 1955年3月，被動員转业回乡，歷任鄉、縣人大代表
- 1979年，任四川省文史館館員
- 1980年，任四川省鄰水縣政協副主席